# Bombia
Bombia là một chi bướm đêm thuộc họ Geometridae.